# 1988年フランス大統領選挙
1988年フランス大統領選挙（1988ねんフランスだいとうりょうせんきょ、フランス語: Élection présidentielle française de 1988）は、1988年4月25日および5月8日にフランス共和国で行われた大統領（第6期）の選挙である。

## 概要
大統領任期満了（7年）による選挙である。1986年の議会選挙においてフランス共和国連合（RPR）とフランス民主連合（UDF）の勢力が国民議会の多数派となったことで、内政を担当する首相にジャック・シラク（RPR）が就任するという所謂「コアビタシオン」（「保革共存」、国民の直接選挙で選ばれる大統領と国民議会の多数派を代表する首相が、それぞれ異なった政治勢力を背景にしている状態を指す言葉）の状況下で行われた。今回の選挙では1981年に当選したフランソワ・ミッテラン（社会党）の7年間の執政に対する是非が問われたが、ミッテランがシラクに大差をつけて再選を果たした。

## 選挙データ
- 大統領の任期：7年（再選制限無し）
- 選挙権：
- 被選挙権：
- 選挙制度：2回投票制

第1回投票において有効投票の過半数を得た候補がいた場合は、その候補が当選する。第1回投票において過半数を得た候補がいなかった場合は、1週間後に上位2候補による決選投票が行われ、最多得票を得た候補が当選する。
- 第1回投票：1988年4月25日
- 第2回投票：1988年5月8日

## 候補者
| 候補者名                 | 候補者名            | 党派                   | 備考                   |
| 読み（日本語）           | フランス語表記      | 党派                   | 備考                   |
| ------------------------ | ------------------- | ---------------------- | ---------------------- |
| フランソワ・ミッテラン   | François Mitterrand | 社会党 PS              | 大統領                 |
| ジャック・シラク         | Jacques Chirac      | 共和国連合 RPR         | 首相                   |
| レイモン・バール         | Raymond Barre       | フランス民主連合 UDF   | 元首相                 |
| ジャン＝マリー・ルペン   | Jean-Marie Le Pen   | 国民戦線 FN            |                        |
| アンドレ・ラジョワニー   | André Lajoinie      | フランス共産党 PCF     | 共産党国民議会議員団長 |
| アントワーヌ・ベシュテル | Antoine Waechter    | エコロジスト           |                        |
| ピエール・ジュカン       | Pierre Juquin       | フランス共産党反主流派 |                        |
| アルレット・ラギエ       | Arlette Laguiller   | 労働者の闘争 LO        |                        |
| ピエール・ブーセル       | Pierre Boussel      | 労働者党 PT            |                        |

## 選挙結果
第1回投票では過半数を得た候補がおらず、決選投票において現職のミッテラン候補が相手候補のシラク候補を押さえて再選を果たした。
当選したミッテラン候補は第1回投票において前回81年選挙を大幅に上回る34.1％（前回25.9％）を獲得、票数でも前回の750万票から1040万票に増やした。一方、敗れたシラク候補はコアビタシオンに対する保守陣営の反発、第1回投票で躍進したルペンの極右勢力の影響力が強まることへの懸念から支持を伸ばすことができなかった。この選挙では極右政党のFNから立候補したルペンが支持を大きく伸ばしたこと、共産党の得票が党創立以来最低となったことも特徴として取り上げられる。
第2回投票直後の5月10日、シラク首相は辞任し、ミッテラン大統領は後任の首相に社会党のミシェル・ロカールを任命した。48時間余りの組閣作業の後に発足した新内閣は27名の閣僚中、18名を社会党が占める結果となり、選挙戦で強調された中道への「開かれた政権」とは裏腹に社会党主導政権となった。内閣発足直後、ロカール首相は国会解散を決意し、これに同意したミッテラン大統領は5月14日に国会解散を宣言した。総選挙は6月5日と12日にそれぞれ第1回投票と決選投票が行われ、12日の決選投票の結果、社会党が第1党になったものの、安定多数を確保することはできなかった（→1988年フランス議会総選挙）。

### 候補者別得票結果
| 候補者                             | 候補者                   | 所属政党           | 所属政党           | 第1回投票  | 第1回投票 | 第2回投票  | 第2回投票 |
| 候補者                             | 候補者                   | 所属政党           | 所属政党           | 得票数     | 得票率    | 得票数     | 得票率    |
| ---------------------------------- | ------------------------ | ------------------ | ------------------ | ---------- | --------- | ---------- | --------- |
|                                    | フランソワ・ミッテラン   | 社会党             | PS                 | 10,381,322 | 34.11%    | 16,704,279 | 54.02%    |
|                                    | ジャック・シラク         | 共和国連合         | RPR                | 6,075,160  | 19.96%    | 14,218,970 | 45.98%    |
|                                    | レイモン・バール         | フランス民主連合   | UDF                | 5,035,144  | 16.54%    |            |           |
|                                    | ジャン＝マリー・ルペン   | 国民戦線           | FN                 | 4,376,742  | 14.38%    |            |           |
|                                    | アンドレ・ラジョワニー   | フランス共産党     | PCF                | 2,056,261  | 6.76%     |            |           |
|                                    | アントワーヌ・ベシュテル | 緑の党             | VEC                | 1,149,897  | 3.78%     |            |           |
|                                    | ピエール・ジュカン       | 無所属             | 無所属             | 639,133    | 2.10%     |            |           |
|                                    | アルレット・ラギエ       | 労働者の闘争       | LO                 | 606,201    | 1.99%     |            |           |
|                                    | ピエール・ブーセル       | 労働者党運動       | PT                 | 116,874    | 0.38%     |            |           |
| 総計                               | 総計                     | 総計               | 総計               | 30,406,038 | 100.0%    | 30,923,249 | 100.0%    |
| 有効票数（有効率）                 | 有効票数（有効率）       | 有効票数（有効率） | 有効票数（有効率） | 30,406,038 | 98.00%    | 30,923,249 | 96.38%    |
| 無効票数（無効率）                 | 無効票数（無効率）       | 無効票数（無効率） | 無効票数（無効率） | 621,934    | 2.00%     | 1,161,822  | 3.62%     |
| 投票者数（投票率）                 | 投票者数（投票率）       | 投票者数（投票率） | 投票者数（投票率） | 31,027,972 | 81.38%    | 32,085,071 | 84.06%    |
| 棄権者数（棄権率）                 | 棄権者数（棄権率）       | 棄権者数（棄権率） | 棄権者数（棄権率） | 7,100,535  | 18.62%    | 6,083,798  | 15.94%    |
| 有権者数                           | 有権者数                 | 有権者数           | 有権者数           | 38,128,507 | 100.0%    | 38,168,869 | 100.0%    |
| 出典：Élection présidentielle 1988 |                          |                    |                    |            |           |            |           |